# Сен Валие дьо Тие
Сен Валиѐ дьо Тиѐ (на френски: Saint-Vallier-de-Thiey; Шаблон:Lanf) е град в Югоизточна Франция, департамент Приморски Алпи, регион Прованс-Алпи-Лазурен бряг. Населението му е 33 235 жители (по данни от 1 януари 2016 г.). Градчето отстои на 29 километра от Кан и на 50 от Ница.

## Личности
В Сен Валие дьо Тие в 1928 г. умира българският генерал и политик Михаил Савов.